# Джордж Бурнутян
Джордж Бурнутян (англ. George A. Bournoutian, перс. جورج بورنوتیان; 25 вересня 1943, Ісфаган - 22 серпня 2021) — американський історик. Вважається одним зі світових авторитетів із нової історії Східної Вірменії та Закавказзя (1400—1900), Південної Азії, Центральної Азії, Росії, Австралії та Південної Америки. Автор кількох статей енциклопедії «Іраніка».

## Біографія
Народився в Ісфагані в сім'ї перських вірмен; закінчив Інститут Андішеха (Дон Боско) в Тегерані, після чого поїхав для продовження навчання в США. Навчався у д-ра Річарда Ованнісяна та Аміна Банані в Каліфорнійському університеті в Лос-Анджелесі, отримавши там послідовно бакалаврський (Вірменська громада Ісфагана в XVII столітті, 1970 рік), магістерський (Підвищення національної та політичної самосвідомості серед вірменських, грузинських і тюрко-татарських народів та їх роль в російській революції 1905—1907 років, 1971 рік) і докторський дипломи (Східна Вірменія напередодні російського завоювання, 1976 рік).
Був старшим викладачем історії в Айонському коледжі (зараз — Університет Айона). Автор численних книг по історії Вірменії. Викладав історію Вірменії в Колумбійський, Тафтському, Нью-Йоркському університет, Державному університеті Нью-Джерсі, Університеті Коннектикуту, Рамапо коледжі та Глендейльскому коледжі.
Джордж Бурнутян був великим любителем подорожей, класичної музики та кіно, за якими також писав статті. Крім англійської, вільно володів 5 мовами: перською, вірменською, російською, афганською та таджицькою, працював з документами польською, турецькою, французькою, арабською та азербайджанською мовами.

## Публікація

### Книги
- George Bournoutian. «From the Kur to the Aras. A Military History of Russia's Move into the South Caucasus and the First Russo-Iranian War, 1801—1813». Brill, 2021. ISBN 978-90-04-44515-4
- Джордж А. Бурнутян, Краткая история армянского народа (с древнейших времен до наших дней), пер. на русский с англ. Арцви Бахчиняна, Ереван, «Айастан», 2014, 488 стр., ISBN 978-5-540-02352-8
- Eastern Armenia in the Last Decades of Persian Rule, 1807—1827. Studies in Near Eastern Culture and Society, number 5, Von Grunebaum Center, UCLA, Undena, 1982
- The Khanate of Erevan under Qajar Rule, 1795—1828. Persian Studies Series, number 13, Bibliotheca Persica, Iran Center, Columbia University, New York, 1992
- George A. Bournoutian. A History of the Armenian People. — Mazda Publishers, 1993. — Vol. I. Prehistory to 1500 A.D.. — 176 p. — ISBN 0939214962, ISBN 978-0939214969.
- A History of Qarabagh. Mazda Academic Press, California, 1994
- George A. Bournoutian. A History of the Armenian People. — Mazda Publishers, 1994. — Vol. II. 1500 A.D. to the Present. — 238 p. — ISBN 1568590326, ISBN 978-1568590325.
- Russia and the Armenians of Transcaucasia: A Documentary Record, 1797—1889. Mazda Academic Press, California, 1998
- The Chronicle of Abraham of Crete. Mazda Academic Press, California, 1999
- History of the Wars, 1721—1738. Mazda Academic Press, California, 1999
- The Journal of Zak'aria of Agulis, Mazda Publishers, 2002
- The Chronicle of Zak'aria of K'anak'er (2001)
- Tarikh-e Qarehbagh (Tehran)
- Two Chronicles on the History of Karabagh, Mazda Publishers, 2004
- The History of Vardapet Arak'el of Tabriz (2 vols.), Mazda Publishers, 2003—2005
- A Concise History of the Armenian People (5th revised edition), Mazda Publisher, 2006
- The Travel Accounts of Simeon of Poland, Mazda Publishers, 2007
- Historia Sucinta del Pueblo Armenio, 2007, Argentina
- Tigranes II and Rome: A New Interpretation Based on Primary Sources, Mazda Publishers, 2007
- Jambr (Simeon of Erevan), Mazda Publishers, 2009
- A Brief History of the Aghuank` Region (Esayi Hasan Jalaleants`), Mazda Publishers, 2009
- The 1823 Russian Survey of the Karabagh Province: A Primary Source on the Demography and Economy of Karabagh in the First Half of the 19th Century, Mazda Publishers, 2012 (s.e.)

### Статті
- George A. Bournoutian. The Politics of Demography: Misuse of Sources on the Armenian Population of Mountainous Karabakh (англ.) // «Journal of the Society for Armenian Studies». — Society for Armenian Studies, 1999. — Vol. 9. — P. 99—103. (копия)
- Джордж Бурнутян. The Population of Persian Armenia Prior to and Immediately Following its Annexation to the Russian Empire, 1826-32 // NATIONALISM AND SOCIAL CHANGE IN TRANSCAUCASIN. — 1980. — Число 24-25. — 04. — С. 18. Архівовано з джерела 15 лютого 2021. Процитовано 31 жовтня 2021.